# Театр Любові (Порі)
Театр Любові (фін. Rakastajat-teatteri) — фінський театр утворений в 1991 році в місті Порі, Фінляндія.
Засновниками театру стали професійні актори Angelika Meusel, Kai Tanner, Hilkka Ollikainen та художник-постановник Lizz Santos. Першими виставами стали антрепризи, через те й отримав цей театр наймення Театр Любові. Оскільки першою їх виставою, яка й стала творчою візиткою колективу, була п'єса «Rakastaja -näytelmän mukaan», за мотивами п́єси Гарольда Пінтера «Ваш коханий» або «Коханець» (Lover)